# Vix, Vendée

Vix este o comună în departamentul Vendée, Franța. În 2009 avea o populație de 1,749 de locuitori.